# NGC 6293
NGC 6293 је збијено звездано јато у сазвежђу Змијоноша које се налази на NGC листи објеката дубоког неба.
Деклинација објекта је - 26° 34' 52" а ректасцензија 17h 10m 10,4s. Привидна величина (магнитуда) објекта NGC 6293 износи 8,3. NGC 6293 је још познат и под ознакама GCL 55, ESO 519-SC5.